# 京都市交通局

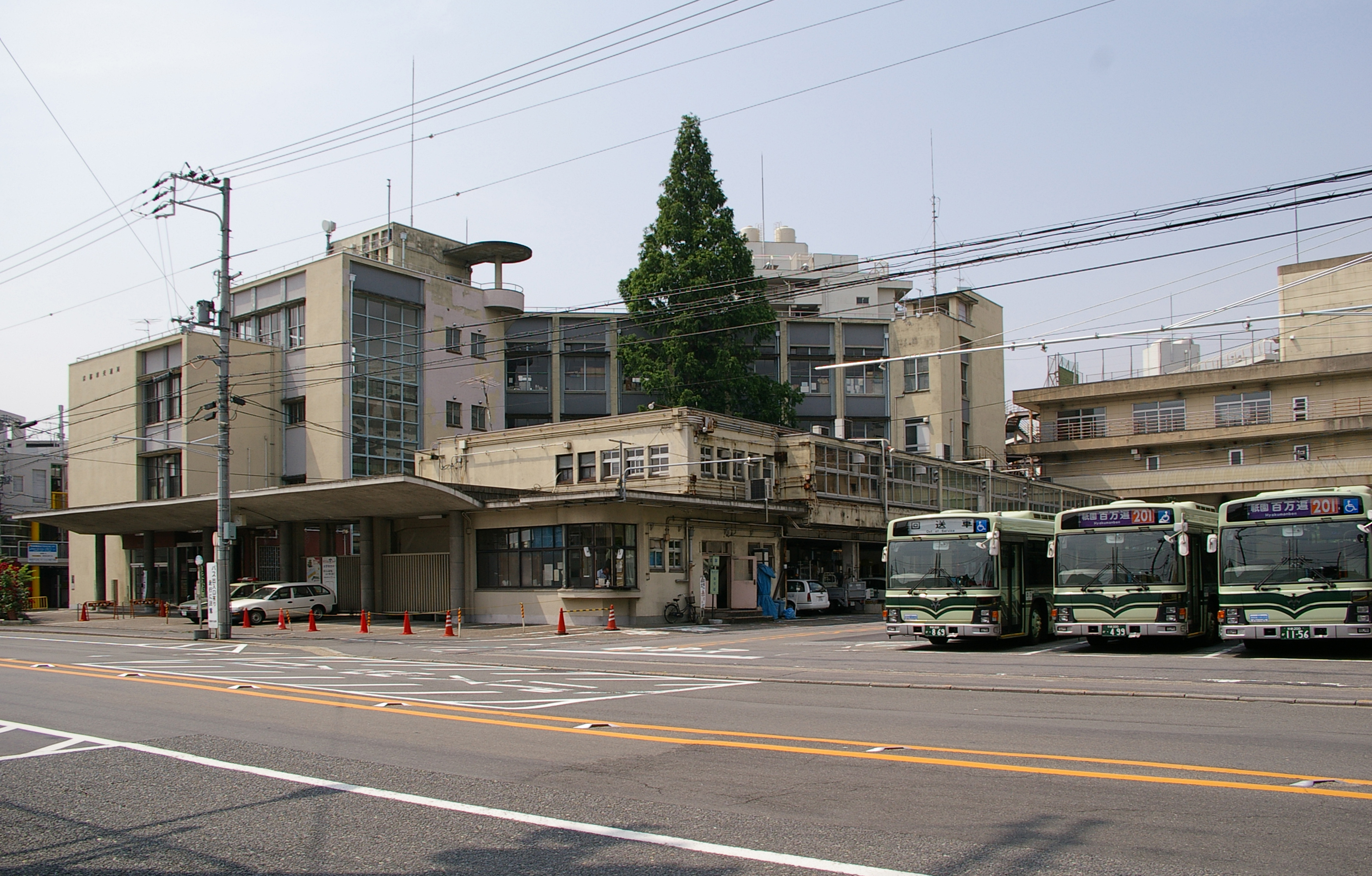
中京区壬生にあった京都市交通局旧庁舎（解体済）、市バス壬生操車場も併設されていた。

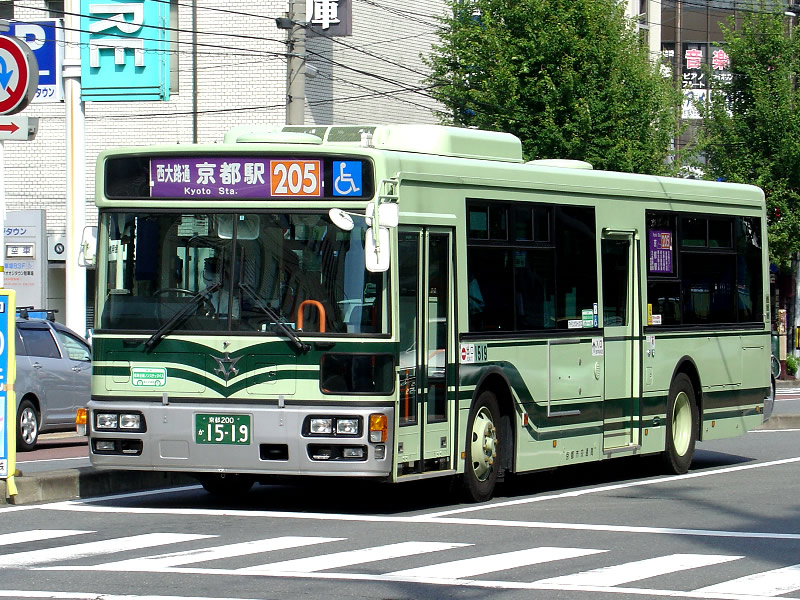
市バス車両

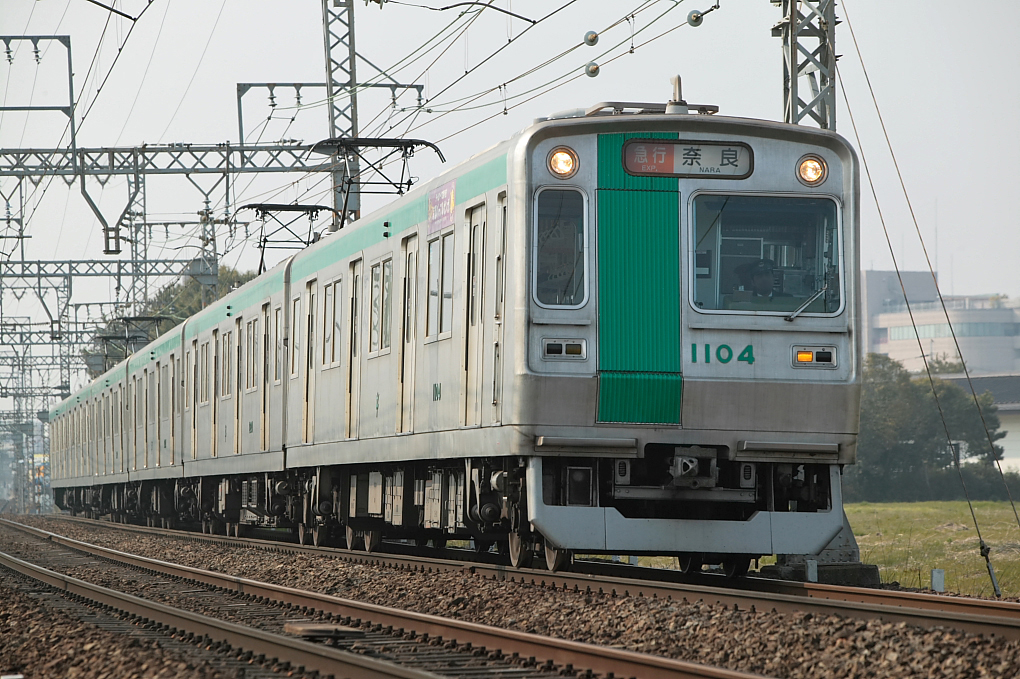
京都市営地下鉄烏丸線車両（10系）

京都市交通局（きょうとしこうつうきょく、英称：Kyoto Municipal Transportation Bureau）は、京都市交通事業の設置等に関する条例（昭和41年12月16日京都市条例第33号）に基づき京都府京都市内及びその周辺地域で公営交通事業を行う京都市の地方公営企業の一つである。地下鉄（市営地下鉄）、路線バス（市バス）を運営している。かつては市電（京都市電）・無軌条電車（市営トロリーバス）も運営していた。
局章は京都市の市章を交通ネットワークを意味する3本の曲線で接続したもので、市電のレールの断面を一辺として、それを三辺、三角形のようにつなぎ合わせ、それぞれの角をより外向きに引っ張ってデザイン化した形で京都の「京」という字を連想させるデザインとなっている。
スルッとKANSAIでカードに印字される符号は入場記録用は京交で、降車記録用がKCである。

## 事業
各事業の詳細は以下の各項目を参照。
- 高速鉄道事業：京都市営地下鉄（2路線 31.2km）
  - 上記の付随事業として、駅ナカ商業施設「Kotochika」（コトチカ）を展開している[2][3]。
- 自動車運送事業：京都市営バス

## 組織

### 事業所
- 市バス・地下鉄乗客案内所 - 所在地 ： 京都府京都市右京区太秦下刑部町12
- 企画総務部
  - 総務課 - 所在地 ： 京都府京都市右京区太秦下刑部町12
  - 職員課
  - 財務課
  - 研修所 - 所在地 ： 京都府京都市伏見区竹田西段川原町18
- 自動車部
  - 営業課
  - 運輸課
  - 技術課
  - 西賀茂営業所 - 所在地 ： 京都府京都市北区西賀茂山ノ森町50
  - 烏丸営業所 - 所在地 ： 京都府京都市北区小山北上総町49-1
    - 錦林出張所（委託） - 所在地 ： 京都府京都市左京区浄土寺真如町15

  - 横大路営業所（委託） - 所在地 ： 京都府京都市伏見区横大路橋本24
  - 九条営業所 - 所在地 ： 京都府京都市南区東九条下殿田町70
  - 梅津営業所（委託） - 所在地 ： 京都府京都市右京区西院笠目町9-15
  - 洛西営業所（委託） - 所在地 ： 京都府京都市西京区大枝東新林町2丁目2
- 高速鉄道部
  - 営業課
  - 運輸課
  - 烏丸線運輸事務所
  - 東西線運輸事務所
  - 技術監理課
  - 高速車両課
  - 電気課

### 外部委託
京都市営バスでは、運行の一部を外部のバス事業者に委託している。2020年時点の主な事業者は以下のとおり。なお、かつて京阪バスも委託を受けていたが、契約の期間満了に伴い撤退している。
- 西日本ジェイアールバス[5][6]
- エムケイ[7]
- 京都バス[8]
- 阪急バス[8]
- 近鉄バス

## 経営状況
| 年度     | 高速鉄道事業 | 高速鉄道事業 | 高速鉄道事業          | 自動車運送事業 | 自動車運送事業        |
| 年度     | 経常収支     | 企業債等残高 | 一般会計 からの繰入金 | 経常収支       | 一般会計 からの繰入金 |
| -------- | ------------ | ------------ | --------------------- | -------------- | --------------------- |
| 平成24年 | ▲4,841       | 436,848      | 16,619                | 2,601          | 4,990                 |
| 平成25年 | ▲4,055       | 421,469      | 13,199                | 2,747          | 4,780                 |
| 平成26年 | ▲862         | 406,655      | 14,326                | 2,406          | 4,359                 |
| 平成27年 | 848          | 391,069      | 14,974                | 2,381          | 4,272                 |
| 平成28年 | 1,608        | 376,384      | 12,821                | 2,687          | 4,098                 |
| 平成29年 | 212          | 362,897      | 10,055                | 2,269          | 4,093                 |
| 平成30年 | 2,333        | 352,946      | 6,051                 | 1,900          | 4,082                 |
| 令和元年 | 2,345        | 344,493      | 6,811                 | 200            | 4,527                 |
| 令和2年  | ▲5,392       | 343,234      | 8,407                 | ▲4,805         | 5,028                 |
| 令和3年  | ▲3,797       | 340,278      | 8,134                 | ▲3,541         | 4,820                 |
| 令和4年  | ▲678         | 334,494      | 7,347                 | ▲791           | 4,891                 |
| 令和5年  | 2,251        | 325,081      | 6,389                 | 1,194          | 4,378                 |
| 令和6年  | 1,500        |              |                       | 300            |                       |
| 令和7年  | 522          | 296,800      | 7,156                 | ▲795           | 4,452                 |

▲は赤字を示す。

## 歴史
各事業の詳細な歴史は、京都市営地下鉄、京都市営バス、京都市電、京都市営トロリーバスの各項目を参照。
- 1895年（明治28年）2月1日：京都電気鉄道が、日本初の路面電車を塩小路東洞院下ル（現在の京都駅前付近） - 伏見下油掛間で開業させる。
- 1912年（明治45年）6月11日：京都市電気軌道事務所が市電烏丸線、千本・大宮線、四条線、丸太町線を開業。
- 1918年（大正7年）7月1日：京都市が京都電気鉄道を買収。
- 1920年（大正9年）7月7日：京都市電気部に改組。
- 1924年（大正13年）4月15日：京都市電気局に改組。
- 1928年（昭和3年）5月10日：市バス運行開始。
- 1932年（昭和7年）4月1日：トロリーバス運行開始。
- 1947年（昭和22年）12月17日：京都市交通局に改組。
- 1969年（昭和44年）10月1日：トロリーバス廃止。
- 1978年（昭和53年）10月1日：市電全廃。
- 1981年（昭和56年）5月29日：地下鉄烏丸線開業。
- 1983年（昭和58年）3月15日：「京都観光一日乗車券」が発売開始。
- 1993年（平成5年）7月1日：プリペイドカード「トラフィカ京カード」が発売開始。
- 1997年（平成9年）10月12日：地下鉄東西線開業。
- 2000年（平成12年）3月1日：共通乗車カードシステム「スルッとKANSAI」に加入。「スルッとKANSAI都カード」発売。
- 2007年（平成19年）4月1日：地下鉄路線でICカード「PiTaPa」を導入（乗り入れしている近畿日本鉄道、京阪電気鉄道大津線も同時導入）。大阪メトロサービスとの提携カードである「京都ぷらすOSAKA PiTaPa」を発行。
- 2008年（平成20年）3月31日：京都市交通局本庁舎が、中京区壬生から右京区太秦天神川「サンサ右京」に移転。旧庁舎跡地は中京警察署用地として京都府へ譲渡。
- 2008年（平成20年）度末：地方公共団体の財政の健全化に関する法律（自治体財政健全化法）に基づき、総務省より経営健全化団体の指定を受ける（2017年度に解除）[3][10][11]。
- 2012年（平成24年）
  - 3月16日：定期観光バスの運行から撤退
  - 6月11日：京都市公営交通100周年を迎える。
- 2014年（平成26年）12月24日：市バスに「PiTaPa」（ほか全国共通ICカード合計10種）を導入。
- 2017年（平成29年）4月1日：地下鉄・市バスでICカード「ICOCA」、および「ICOCA定期券」の発売開始[12]。
- 2021年（令和3年）9月30日：この日をもって「トラフィカ京カード」の発売終了。

## 不祥事
- 2007年に京都市幽霊バス問題が発覚した。

## キャラクター
- 都くん
  - 地下鉄のキャラクター。京都市交通局50系電車とモグラを掛け合わせたデザイン。1997年8月に地下鉄東西線開業を記念して作られた[13]。
- 京ちゃん
  - 市バスのキャラクター。バスに京都市の花の一つである椿をあしらったデザイン。都くんと同じく1997年8月に作られた[13]。
- じゅうじゅう
  - 運行受託する「よるバス」のキャラクター。フクロウの姿をしている。
- 太秦 萌（うずまさ もえ）、松賀 咲（まつが さき）、小野 ミサ（おの みさ）など

  - 2011年、「京都市地下鉄5万人増客推進本部」の下部組織として若手職員7人を中心に結成された「燃え燃えチャレンジ」班によって作られたキャラクター。デザインは職員の家族による。2013年11月、「“地下鉄に乗るっ”キャンペーン」の実施に合わせて、京都市内のデザイン事務所 GK京都、京都府出身のイラストレーター賀茂川[14]によってリメイクされた。3人とも市内の高校に通う17歳で幼馴染同士という設定[15][16][17]。
  - 2014年4月28日、京都市交通局と京都学園大学が連携協定を結び、その取り組みの一つとして、太秦萌とコラボした「太秦その」という大学PRキャラクターが作られた[18]。太秦萌と太秦そのは従姉妹同士という設定[19]。
  - 2014年9月17日、「“地下鉄に乗るっ”キャンペーン」と京都国際マンガミュージアムのコラボレーションPRの展開に合わせて、「烏丸ミユ」というミュージアムPRキャラクターが発表された。太秦萌達が憧れる帰国子女の大学3年生で、小野ミサの兄の同級生という設定[20]。
  - 2015年9月2日、講談社ラノベ文庫から「京・ガールズデイズ1〜太秦萌の九十九戯曲〜」（著：幹 イラスト：賀茂川）が発刊された。京都を舞台に彼女たちを主人公にした話である[21]。
  - 2015年10月2日から運行を開始した金曜日の地下鉄深夜便「コトキン・ライナー」のPRキャラとして、太秦萌の姉「太秦麗（うずまされい）」が誕生した。
  - 2016年10月4日には、「“地下鉄に乗るっ”キャンペーン」初めての男性キャラで、小野 ミサの兄である「小野 陵（おの りょう）」と、小野 陵の高校時代からの同級生「十条 タケル（じゅうじょう たける）」が誕生した。
  - 2021年9月21日、新キャラクター「京乃つかさ」が誕生。市の各事業全般で使えるキャラクターとしては初。

## 備考
- 社名に「京都」を冠する路線バス事業者の、京都交通 (舞鶴)、京阪京都交通（旧・京都交通 (亀岡)）・京都京阪バス・京都バスとは、京都バスをのぞき人材・資本の関係はない。京都バスとは、交通局烏丸営業所錦林出張所の一部業務を委託している。
- 京都市交通局の労働組合は京都交通労働組合（都市交に加盟）と京都市交通局労働組合（都市交に非加盟）である。
- 公共広告機構（現：ACジャパン）の2007年度地域キャンペーン「天ぷら油で走る」のCMに京都市営バスが登場した。CMの内容は、1997年に発表された京都議定書に基づき、地球温暖化防止のために軽油に代わる燃料として食用油の廃油で作ったバイオディーゼル燃料を使用し、市バスやゴミ収集車に使用しているというもの。このCMはAC大阪事務局が企画し、主に関西ローカル（一部全国）で放送された。